# Bloc erratique de Te Anau
Le bloc erratique de Te Anau est un bloc erratique de Nouvelle-Zélande.

## Caractéristiques
Le bloc erratique de Te Anau se situe sur la plaine au bord de l'autoroute 94 (en) entre Te Anau et Mossburn, à environ 13 km au sud-est de Te Anau et de son lac et à un peu plus d'1 km au nord de la rivière Mararoa. Il s'agit d'un bloc de granite comportant de la muscovite et des veines de pegmatites de quartz et de feldspath d'environ 2 m de haut et 3 m de large, au poids estimé entre 400 et 450 t pour un volume d'à peu près 185 m3. C'est un bloc double, dont les deux pans sont séparés par une faille.
Ce type de roche n'est pas habituel dans les environs et on suppose que le bloc a été déposé par un glacier à son lieu actuel depuis son emplacement originel, au moins 50 km à l'ouest, lors de la glaciation d'Otira (contemporaine à la glaciation de Würm dans les Alpes) il y a environ 100 000 ans. Plusieurs autres rochers similaires se situent dans la région.
Les arêtes relativement vives du bloc suggèrent que ce dernier ne se trouvait pas sous le glacier, mais à l'intérieur, voire dessus.

## Réserve scientifique
Le bloc erratique de Te Anau est l'élément central d'une réserve scientifique. Mesurant seulement 202 m2, cette réserve est l'une des plus petites — si ce n'est la plus petite — du pays,. Cette réserve prend la forme d'une petite zone triangulaire sur le côté de l'autoroute 94 (au no 1650), et comprend — en plus du rocher — une zone d'arrêt pour véhicules et une table de pique-nique. Elle est établie en 1973.